# Apatania dalecarlica
Apatania dalecarlica là một loài Trichoptera trong họ Apataniidae. Chúng phân bố ở miền Cổ bắc.